# Осіннє рандеву
Всеукраїнський фестиваль сучасного українського романсу «Осіннє рандеву» проводиться щорічно в Миргороді в середині вересня до Дня визволення міста. Фестиваль триває три дні, його програму складають різноманітні твори української лірики — нові пісенні твори цього жанру, а також вже відомі і популярні романси у виконанні конкурсантів та почесних гостей — членів журі фестивалю. 
Заснований у 2001 році, засновники фестивалю — народний артист України Мар'ян Гаденко, ДТРК «Всесвітня служба «УТР», Національна радіокомпанія України, Миргородська міська рада.

## Конкурсна програма
У конкурсній програмі фестивалю беруть участь як професійні артисти, так і аматори. Вони мають можливість отримати слушні поради щодо постановки голосу, поетичної або композиторської майстерності, сценічного руху від членів журі — видатних поетів-піснярів, композиторів та професійних виконавців — заслужених діячів мистецтв України, заслужених та народних артистів України.
У репертуарі учасника має бути два українських романси, що були написані у незалежній Україні (тривалістю до 4 хв.)
Вікові категорії:
- до 13 років (дитяча сторінка);
- від 14 років (без вікових обмежень).

Жанри:
- сучасний український романс;
- авторська пісня і співана поезія;
- романси моїх батьків (для учасників дитячої сторінки).

За час свого існування конкурс став своєрідним творчим трампліном в кар'єрі багатьох артистів української естради (Заслужених артистів України Ніни Мирводи, Марти Шпак, Івана Красовського, Світлани Мирводи, Оксани Нестеренко, дуету «Росичі», Тетяни Кисляк, Юлії Мартинової, Юлії Антипенко, Тетяни Мудрої, Романа Стоколоса …)

## Журі
Склад журі з роками майже не змінюється. Найчастіше його представниками є:
- Народні артисти України: Мар'ян Гаденко (голова журі), Дмитро Гнатюк (почесний голова журі), Віктор Шпортько, Фемій Мустафаєв, Лілія Сандулеса, Олександр Василенко, Ніна Матвієнко, Олег Марцинківський, поет-пісняр Вадим Крищенко;
- Заслужені діячі мистецтв України: поети — Ганна Чубач, Зоя Кучерява, Степан Галябарда, композитор Леонід Затуловський;
- Заслужені артисти України Красовський Іван, Любов та Віктор Анісімови, Інеш, Олександр Тищенко, Юрій Рожков;
- Директор програм ДТРК «Всесвітня служба «УТР», заслужений журналіст України Віктор Пелепець;
- Володарі Гран-Прі фестивалю «Осіннє рандеву».